# Batalla de Stallupönen
La batalla de Stallupönen, que se produjo entre los días 17 de agosto y 23 de agosto de 1914 en Stallupönen, en la Prusia oriental alemana, supuso la primera victoria de los ejércitos alemanes sobre los ejércitos rusos en el frente del este durante la Primera Guerra Mundial.
Siendo resultado de las tácticas agresivas del general alemán Hermann von François para defender la Prusia oriental ante los avances de los ejércitos zaristas, tanto la planificación como el resultado de la batalla resultaron completamente inesperados para ambos beligerantes.

## Antecedentes
A mediados del mes de agosto de 1914, muy poco después de desencadenarse las hostilidades entre ambos países, el ejército ruso había iniciado la invasión de los territorios alemanes de la Prusia Oriental. En el extremo este del Imperio alemán, pues, el general ruso Pavel Rennenkampf condujo al 1.er Ejército ruso a la ofensiva, teniendo como objetivo final la toma de la ciudad alemana de Koenigsberg, a orillas del Báltico, lo que supondría la ocupación completa de todo el territorio prusiano, acortando notablemente el frente en beneficio de Rusia, que vería aliviada cualquier posible presión en pinza de los Imperios Centrales hacia Polonia y Varsovia.
Tal como preveía el plan Schlieffen, los alemanes iniciaron la guerra estableciendo en el este únicamente un débil cordón defensivo, puesto que la mayor parte de las tropas alemanas habían sido desplegadas en el frente occidental, con la pretensión de derrotar rápidamente a los ejércitos franceses, para después encaminarse hacia el frente oriental para acabar con los ejércitos rusos. No obstante, el general Hermann von François, comandante en jefe del I Cuerpo de Ejército, perteneciente al 8.º Ejército alemán, estaba convencido de que sus tropas, con un mejor entrenamiento y mejor equipadas que las tropas rusas, se encontraban en una situación idónea para ralentizar, o incluso paralizar definitivamente, el avance de las tropas rusas de Pavel Rennenkampf.

## Desarrollo de la batalla

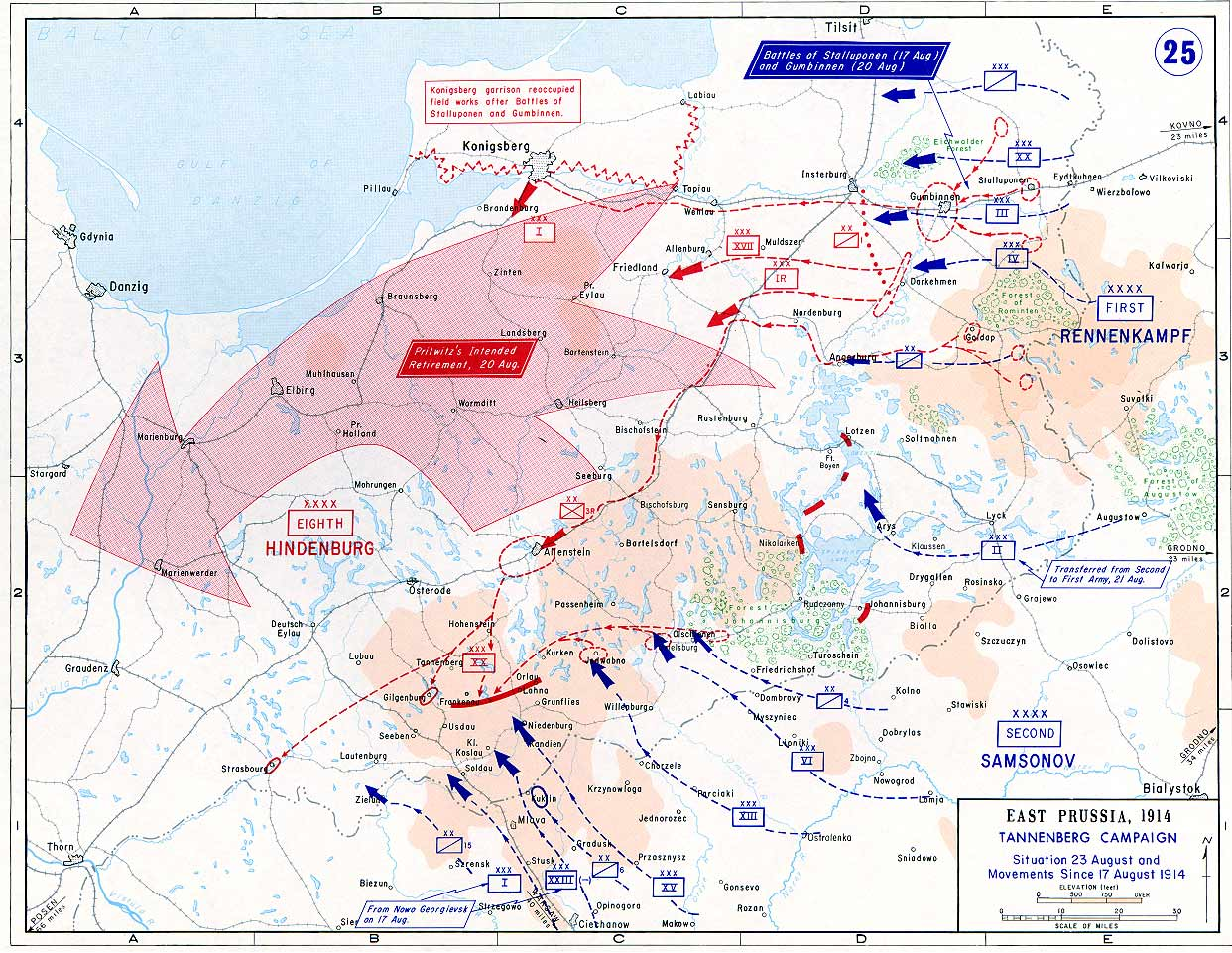
Frente del este, del 17 al 23 de agosto de 1914

Así, el 17 de agosto, von François se enfrentó a los rusos a pesar de que ello contravenía las órdenes que había recibido de su superior, el comandante en jefe del 8.º Ejército alemán, Maximilian von Prittwitz, instrucciones que consistían en emprender la retirada si los rusos ejercían presión sobre su frente de batalla. Cuando Prittwitz tuvo conocimiento de que Von François había entablado combate con las tropas rusas, le envió un emisario para ordenarle romper el contacto con Rennenkampf y proceder a la retirada hacia otras posiciones en la retaguardia alemana. En ese momento, las tropas de Von François estaban demasiado comprometidas en la lucha como para efectuar una retirada sin correr el riesgo de que dicha retirada se tradujese en una desbandada general y, de todos modos, Von François tampoco tenía la más mínima intención de respetar las órdenes recibidas. Ha pasado a la Historia la respuesta que dio al emisario que le transmitía las órdenes de Prittwitz: «¡El general Von François se retirará cuando haya derrotado a los rusos!.» Cuando todavía el resultado de la batalla era incierto, Von François lanzó una ofensiva de gran envergadura en toda la línea de batalla, infligiendo una grave derrota a los rusos, que sufrieron cinco mil muertos y tres mil prisioneros. Mientras las tropas rusas retrocedían al otro lado de la frontera para restañar sus heridas, von François obedeció finalmente las órdenes de Prittwitz y se retiró unos veinte kilómetros hacia el oeste, tomando posiciones en los alrededores de Gumbinnen, donde poco después se produciría la batalla de Gumbinnen.